# Ospedale Città di Sesto San Giovanni
L'Ospedale Città di Sesto San Giovanni è il principale ente ospedaliero dell'omonima città nonché presidio principale dell'ASST Nord Milano.

## Storia
A seguito della seconda guerra mondiale l'allargamento della popolazione di Sesto San Giovanni spinge il Consiglio degli Istituti Ospedalieri a valutare l'apertura di un nuovo ospedale nell'area, anche per servire Cinisello Balsamo e Cologno Monzese. Nel 1953 viene ultimata la trattativa che porta alla cessione alla Ca' Granda da parte del comune di terreno per costruire il nuovo ospedale, che viene costruito anche su terreno acquistato con donazioni dall'ente benefico.
La costruzione, progettata da Arturo Braga da Alessandro Ribaldi, viene iniziata nel 1958 e ultimata il 22 aprile 1961. Gestito dal Consiglio degli Istituti Ospedalieri fino al 1976, in quell'anno una legge regionale lo rende ente autonomo parte degli Istituti clinici di perfezionamento, insieme all'Ospedale Edoardo Bassini (aperto nel 1980), l'Ospedale dei Bambini Vittore Buzzi, il CTO e, sino al 2005 quando vennero fusi con il Policlinico di Milano, l'Istituto Ostetrico Ginecologico Clinica Mangiagalli, la Clinica Pediatrica De Marchi, la Clinica del Lavoro Luigi Devoto e altre strutture storiche nel centro di Milano.
Con la riforma del sistema sanitario lombardo del 2015 gli ICP vengono aboliti e viene istituita l'ASST Nord Milano, della quale l'Ospedale di Sesto è centro principale e l'Ospedale Bassini centro secondario e che gestisce anche la rete territoriale dei comuni di Bresso, Cinisello Balsamo, Cologno Monzese, Cormano, Cusano Milanino e Sesto San Giovanni e vari poliambulatori.